# かに座イオタ星
かに座ι星（かにざイオタせい、ι Cnc / ι Cancri）は、かに座に位置する二重星である。
4等星と6.6等星のペアで、主星は黄色の巨星であり、伴星は白色のA型主系列星である。地球からは2つの星は約30.5秒離れて見え、小さな望遠鏡でも分解して観望することができる。